# Bugs Bunny e i tre orsi
Bugs Bunny e i tre orsi (Bugs Bunny and the Three Bears) è un film del 1944 diretto da Chuck Jones. È un cortometraggio d'animazione della serie Merrie Melodies, uscito negli Stati Uniti il 26 febbraio 1944. Il film, parodia della favola "La storia dei tre orsi", segna la prima apparizione della versione disfunzionale dei tre orsi creata da Jones.

## Trama
I tre orsi hanno fame, quindi architettano un piano per attirare Riccioli d'Oro da loro con della zuppa d'avena. Scoprono, tuttavia, che tutto ciò che hanno sono carote, quindi preparano invece una zuppa di carote. La famiglia finge poi di andare a fare una passeggiata nel bosco, ma torna rapidamente a nascondersi in casa e ad aspettare l'arrivo di Riccioli d'Oro. Il delizioso aroma della zuppa di carote fa sì che Bugs Bunny fluttui letteralmente fuori dalla sua tana fino a casa degli orsi. Mentre Bugs mangia la zuppa gli orsi si preparano ad attaccarlo, ma quando lui si gira si buttano a terra fingendo di essere tappeti. Bugs quindi va in camera per riposare nel letto di Junior. Gli orsi recitano le battute della favola e lo attaccano, ma il coniglio si defila e gli orsi finiscono per distruggere il letto vuoto. Quando Mamma Orso si rende conto della situazione, si avvicina a Bugs con i pugni alzati ma lui la adula e le dà un bacio prima di fuggire. Mamma Orso impedisce quindi agli altri di inseguire Bugs e, innamoratasi di lui, cerca di abbracciarlo. Bugs però è terrorizzato dalle avances dell'orsa e scappa nella sua tana. Mamma Orso però lo sta aspettando lì e lo bacia ripetutamente. Pochi secondi dopo, Bugs emerge dalla tana e scappa via urlando.

## Distribuzione

### Edizione italiana
Il corto fu doppiato in italiano nel 1989 dalla C.D.C. per la trasmissione televisiva sulle reti Rai. Nel 1996 la Angriservices Edizioni eseguì un nuovo doppiaggio per la televisione, diretto da Renzo Stacchi. Non essendo stata registrata una colonna internazionale, in entrambi i casi fu sostituita la musica presente durante i dialoghi.

### Edizioni home video

#### VHS
America del Nord
- Bugs! (1988)
- Bugs Bunny's Greatest Hits (1990)

#### Laserdisc
- Bugs! & Elmer! (1989)
- The Golden Age of Looney Tunes Vol. 3 (23 dicembre 1992)

#### DVD e Blu-ray Disc
Il corto fu pubblicato in DVD-Video in America del Nord nel terzo disco della raccolta Looney Tunes Golden Collection: Volume 1 (intitolato Looney Tunes All-Stars: Part 1) distribuita il 28 ottobre 2003, dove è visibile anche con un commento audio di Stan Freberg; il DVD fu pubblicato in Italia il 2 dicembre 2003 nella collana Looney Tunes Collection, col titolo All Stars: Volume 1. Fu inserito anche nel primo disco della raccolta DVD Looney Tunes Spotlight Collection Volume 1, uscita in America del Nord sempre il 28 ottobre 2003, ristampato l'11 febbraio 2014 col titolo Looney Tunes Center Stage: Volume 1. Fu infine inserito, nuovamente col commento audio, nel primo disco della raccolta Blu-ray Disc Bugs Bunny 80th Anniversary Collection, uscita in America del Nord il 1º dicembre 2020.